# Schizachyrium jeffreysii
Schizachyrium jeffreysii är en gräsart som först beskrevs av Eduard Hackel, och fick sitt nu gällande namn av Otto Stapf. Schizachyrium jeffreysii ingår i släktet Schizachyrium och familjen gräs. Inga underarter finns listade i Catalogue of Life.